# Bolsa de Valores de Hong Kong
A Bolsa de Valores de Hong Kong (SEHK, também conhecido como Hong Kong Stock Exchange) é uma bolsa com sede em Hong Kong. É a terceira maior bolsa da Asia em termos de capitalização de mercado imediatamente atrás da Bolsa de Tóquio e Shanghai Stock Exchange, e o quarto mercado de ações único maior do mundo. Em 2018, tinha 2 315 empresas listadas com uma capitalização de mercado combinada de HK$ 29,9 trilhões. É relatada como a bolsa de valores de mais rápido crescimento na Ásia.
A bolsa de valores é propriedade (por meio de sua subsidiária Stock Exchange of Hong Kong Limited ) da Hong Kong Exchanges and Clearing Limited (HKEX), uma holding que também é listada (SEHK: 388). O pregão físico da Exchange Square foi fechado em outubro de 2017.

## História
O mercado de valores mobiliários de Hong Kong remonta a 1866, mas o mercado de ações foi formalmente estabelecido em 1891, quando a Associação de Corretores de Valores de Hong Kong foi estabelecida. Ela foi renomeada para Bolsa de Valores de Hong Kong em 1914.
Em 1972, Hong Kong tinha quatro bolsas de valores em operação. Posteriormente, houve apelos para a formação de uma bolsa de valores unificada. A Bolsa de Valores de Hong Kong Limited foi constituída em 1980 e as negociações na bolsa finalmente começaram em 2 de abril de 1986. Desde 1986, uma série de desenvolvimentos importantes ocorreram. O crash do mercado de 1987 revelou falhas no mercado e levou a apelos por uma reforma completa da indústria de títulos de Hong Kong. Isso levou a mudanças regulatórias significativas e desenvolvimentos de infraestrutura. Como resultado, a Securities and Futures Commission (SFC) foi criada em 1989 como o único regulador estatutário do mercado de valores mobiliários.
As Regras de Listagem da Bolsa foram tornadas mais abrangentes e outras regulamentações existentes foram aprimoradas ou novas regulamentações introduzidas para melhorar o desenvolvimento do mercado e a proteção do investidor. Aprimoramentos também foram feitos na infraestrutura de sistemas.